# Asterope
Asterope nebo také Sterope (pojmenovány podle postavy z řecké mytologie, jedné ze sedmi Plejád) jsou 2 hvězdy v souhvězdí Býka a součásti otevřené hvězdokupy Plejády vzdálené asi 370, resp. 380 světelných let od Slunce.

## Asterope I
Asterope I nebo Sterope I je hvězda v Plejádách. Má zdánlivou jasnost 5,76m. Patří do spektrálního typu B8 a do třídy svítivosti V. Vzdálenost od Země je přibližně 370 světelných let.

## Asterope II
Asterope II nebo Sterope II je hvězda v Plejádách. Má zdánlivou jasnost 6,43m. Patří do spektrálního typu A0 a do třídy svítivosti V. Vzdálenost od Země je asi 380 světelných let.